# Israelaphis
Israelaphis  (лат.) — род тлей, единственный  в составе подсемейства Israelaphidinae. Распространён в средиземноморском регионе от Португалии до Израиля.

## Описание
Мелкие насекомые, длина 1,9—3,0 мм.
Ассоциированы с растениями Anthoxanthum, Vulpia, Avena, Bromus, Hordeum, Koeleria, Phalaris, Phleum. Диплоидный набор хромосом 2n=16 (Israelaphis lambersi) или 18 (Israelaphis alistana, Israelaphis carmini)
.
- Israelaphis carmini Essig, 1953 — Израиль, Сицилия, Португалия
  - Подвид Israelaphis carmini alistana Mier Durante, 1978 — Испания
- Israelaphis caucasica Mamontova & Zhuravlev 2003
- Israelaphis ilharcoi Barbagallo & Patti, 2000 — Сицилия, Португалия
- Israelaphis lambersi Ilharco, 1961 — Испания, Португалия[4]